# Peeraphan Palusuk
Peeraphan Palusuk (Thai: พีรพันธุ์ พาลุสุข; * 10. Juni 1946; † 30. April 2014 in Bangkok) war ein thailändischer Politiker der Pheu-Thai-Partei und zuletzt seit dem 30. Juni 2013 Minister für Wissenschaft und Technologie.

## Leben
Peeraphan absolvierte nach dem Schulbesuch ein Studium der Rechtswissenschaften an der Chulalongkorn-Universität und später ein postgraduales Studium am Institut international d’administration publique in Paris. Nach weiteren Studien an der Universität von Paris erwarb er dort einen Doktor der Rechte.
Er wurde 1985 als Kandidat der Demokratischen Partei erstmals zum Mitglied des Repräsentantenhauses gewählt, in dem er die Interessen der Provinz Yasothon vertrat. Für seine Verdienste als Abgeordneter wurde er 2005 mit dem Orden der Krone von Thailand (Ritter mit Großkordon als Sonderstufe) sowie 2008 mit dem Weißen Elefantenorden (Ritter mit Großkordon als Sonderstufe) ausgezeichnet. Später wurde er Rechtsberater der 2008 gegründeten Pheu-Thai-Partei und vertrat diese seit der Parlamentswahl vom 3. Juli 2011 im Repräsentantenhaus.
Am 30. Juni 2013 wurde er im Rahmen einer Kabinettsumbildung von Premierministerin Yingluck Shinawatra als Nachfolger von Woravat Au-apinyakul zum Minister für Wissenschaft und Technologie in deren Kabinett berufen. Seine Ernennung zum Minister diente unter anderem auch einer angemessenen Berücksichtigung von Mitgliedern der Pheu-Thai-Partei aus dem Nordosten Thailands im Kabinett Yingluck Shinawatra.
Am 6. Januar 2014 forderte er die Nationale Anti-Korruptionskommission NACC auf, ihre Pläne aufzugeben, gegen 381 Senatoren und Mitglieder des Repräsentantenhauses wegen des Vorwurfs des Machtmissbrauchs bei der Abstimmung über die Zusammensetzung des Senats zu ermitteln. Dabei bezeichnete er das Ermittlungsvorhaben der NACC als unfair, weil zuvor nur sechs Zeugen angehört worden waren und die Rechtsgrundlage unzutreffend sei. Nachdem bei Protesten wiederholt Neuwahlen gefordert worden waren, forderte Peeraphan in seiner Funktion als Rechtsberater der Pheu-Thai-Partei die Wahlkommission auf, diese innerhalb einer Frist von 30 Tagen durchzuführen, da anderenfalls seine Partei rechtliche Schritte einleiten werde.
Er bekleidete das Amt des Ministers für Forschung und Technologie bis zu seinem Tod, der aufgrund der Folgen eines Schlaganfalls im Phyathai Nawamin Hospital in Bangkok eintrat. Nach seinem Tod übernahm der Minister für Information und Technologie Anudith Nakornthap kommissarisch das vakante Ministeramt.